# Resolution 139 des UN-Sicherheitsrates
Die Resolution 139 des UN-Sicherheitsrates ist eine Resolution, die der Sicherheitsrat der Vereinten Nationen in der 869. Sitzung am  28. Juni 1960 einstimmig beschloss. Sie beschäftigte sich mit der Aufnahme der Mali-Föderation als neues Mitglied in die Vereinten Nationen.

## Hintergrund
Die Mali-Föderation wurde im Januar 1959 durch die früheren französischen Kolonien Französisch-Sudan (die heutige Republik Mali) und Senegal gegründet. Ursprünglich hatten sich auch Obervolta (das spätere Burkina Faso) und Dahomey (das spätere Benin) der Föderation angeschlossen, sich jedoch schon im März 1959 wieder zurückgezogen und stattdessen der Union Sahel-Benin angeschlossen. Die Mali-Föderation erlangte am 20. Juni 1960 ihre Unabhängigkeit.

## Inhalt
Der Sicherheitsrat gab bekannt, dass er die Aufnahme der Mali-Föderation als neues Mitglied der Vereinten Nationen geprüft hat und empfahl der UN-Generalversammlung einer Aufnahme zuzustimmen.

## In der Folge
Die Mali-Föderation löste sich schon am 20. August 1960 wieder auf und teilte sich in den Senegal und Mali. Der Sicherheitsrat akzeptierte eine Aufnahme der beiden Staaten mit der Resolution 158 und Resolution 159.